# Gernot Holcmann
Gernot Holcmann (* 9. Juli 1981) ist ein österreichischer Fußballspieler auf der Position eines Stürmers. Bekannt ist er für seine Zeit beim Wiener Sportklub, wo er mit ihm von der Wiener Stadtliga über die Regionalliga Ost in die Erste Division aufstieg. Derzeit ist Holcmann beim SV Sieghartskirchen als Spieler sowie als Trainer der Reserve unter Vertrag.

## Karriere

### Spieler
Holcmann begann seine Karriere in der Jugend des Wiener Sportklubs, wo er im Alter von sieben Jahren begann. Er durchlief alle Jugendstationen des Vereins und debütierte am 21. September 1997 für die Kampfmannschaft gegen den SV Neuberg in der Regionalliga Ost, wo er in der 83. Minute Dragan Puselja ersetzte. In der Saison kam er zu einem weiteren Einsatz gegen ASKÖ Klingenbach, wo er abermals Puselja ersetzte. Am Ende der Saison musste der Wiener Sportklub absteigen, und so fand sich Holcmann in der darauffolgenden Saison (1998/99) in der Wiener Stadtliga wieder. In der zweiten Saison in der Stadtliga (1999/2000) konnte Holcmann überzeugen, und so wurde er des Öfteren vom Anfang an eingesetzt, wo er gegen KSV Ankerbrot sein erstes Tor für den Sportklub schoss. In der nächsten Saison (2000/01) war Holcmann wieder gesetzt, und so konnte er mit sieben Toren dem Sportklub zum Aufstieg in die Regionalliga Ost verhelfen. Ein Negativpunkt in dieser Saison (2001/02) war jedoch eine rote Karte nach zwölf Minuten, als er einen angreifenden Stürmer des SPC Helfort im Strafraum foulte. Ernst Ogris verwandelte den resultierenden Elfmeter.
Die Zeit in der Regionalliga Ost dauerte nicht lang, denn am Ende der Saison konnte sich der Sportklub für die Relegation für die Erste Division qualifizieren. Dort traf man auf den Letzten der Ersten Division, FC Lustenau. Holcmann spielte in beiden Spielen durch, konnte aber keine Tore erzielen. Im Rückspiel bezwang Lustenau den Sportklub mit 4:0 (das Hinspiel endete in Wien 0:0). Dadurch wäre dem Sportklub der Aufstieg missglückt, da aber der Zweitligist FC Tirol Innsbruck Konkurs angemeldet hat, durfte der Sportklub dennoch aufsteigen.
In seiner ersten Saison in der Ersten Division kam er in bis auf fünf Matches jedes Mal zum Einsatz, davon spielte er 13 Mal durch. Er konnte jedoch nur ein einziges Mal ein Tor schießen, dieses war gegen den späteren Meister SV Mattersburg am 7. März 2003 in der 80. Minute. Die Leistungen waren überschaubar und so musste er nach seiner bisher einzigen Saison in der Ersten Division als Letzter wieder absteigen.
Während seiner letzten Saison beim Wiener Sportklub wurde nicht mehr viel auf Holcmann gesetzt, der dennoch zwei Tore errang. Er wechselte mit Saisonende 2004 in die Unterklassigkeit zum niederösterreichischen Verein SV Sieghartskirchen. Dort blieb er ganze drei Jahre, dann konnte er in die Landesliga Niederösterreich zum SV Langenrohr wechseln. In dem einen Jahr konnte er in 24 Spielen sieben Tore schießen. Dennoch zog es ihn zum Ligakonkurrenten SV Stockerau, wo er aber nicht gesetzt war und nur zu sieben Einsätzen und einem Tor kam. Daraufhin wechselte er für ein halbes Jahr an die Kamp zum SV Haitzendorf, dann an die Donau zum USC Altenwörth. Nach drei Jahren ging er stromaufwärts zum SC Hadersdorf, wo er zwei Jahre blieb. Weitere Stationen waren dann noch USC Kirchberg/Wagram, USC Altenwörth und der SV Sieghartskirchen, wo er seit Anfang Jänner 2017 als Spieler sowie als Trainer einer Jugendmannschaft tätig war. Gegen Ende der Saison 2017/18 übernahm er den Trainer-Posten der Kampfmannschaft.  

### Trainer
Holcmann begann seine Karriere als Trainer beim SV Sieghartskirchen, wo er als Trainer der Reserve dient.

## Erfolge
- 1 × Meister Wiener Stadtliga: 2001
- 1 × Meister Regionalliga Ost: 2002